# Witterzée
Witterzée is een plaats in de Belgische provincie Waals-Brabant. Samen met Lillois vormt het Lillois-Witterzée, een deelgemeente van Eigenbrakel. Witterzée vormt het zuidwestelijke deel van Lillois-Witterzée, Lillois het noordoostelijke. In Witterzée ontsprong het riviertje de Hain.

## Geschiedenis
Op de Ferrariskaart uit de jaren 1770 staat het dorp weergegeven als Witterzé, met een halve kilometer ten noordoosten het dorp Lillois. Ten oosten van beide dorpen liep de steenweg van Brussel naar Nijvel. Op het eind van het ancien régime werd Witterzée een gemeente. In 1823 werd de gemeente al opgeheven en met de opgeheven gemeente Lillois samengevoegd in de nieuw opgerichte gemeente Lillois-Witterzée. Die gemeente werd in 1977 een deelgemeente van Eigenbrakel.

## Bezienswaardigheden
- De Sint-Martinuskerk (Église Saint-Martin) is een kerkje dat werd gebouwd in kalkzandsteenblokken en dateert uit de 17e eeuw en de eerste helft van de 18e eeuw.
- Vlak bij de kerk vindt men de Sint-Maartensbron die de oorsprong is van de Hain.

## Natuur en landschap
Witterzée ligt op een hoogte van 132 meter aan de kerk.

## Nabijgelegen kernen
Lillois, Haut-Ittre, Baulers